# 川崎浮世絵ギャラリー
川崎浮世絵ギャラリー （かわさきうきよえギャラリー） は、かつて神奈川県川崎市川崎区砂子の、旧東海道沿いにあった私立美術館川崎・砂子の里資料館（2001年開館、2016年9月17日閉館）のコレクションを引き継いで2019年12月3日に川崎市川崎区駅前本町12－1の川崎駅前タワー・リバーク３階に新たに開館したギャラリー。

## コレクション
館長・斎藤文夫の浮世絵コレクション（約4千点、総額約7億円）が展示の中心となっていた。コレクションのきっかけは、横浜の貿易商で浮世絵コレクターだった丹波恒夫（そのコレクションは現在神奈川県立歴史博物館が所蔵）から、日本の宝である浮世絵を収集して子々孫々まで伝えないといけないと勧められたことによる。この時政治を志していた斎藤には浮世絵を集める余裕はなかったが、自身の県議会議員の選挙区が川崎市全域だったことから、まず川崎に関する浮世絵を求め始めた。その後、参議院議員になると選挙区は神奈川県全域に広がったため、神奈川にある名所絵や横浜絵なども収集に加わった。こうして蒐集の範囲が広がると今度は系統的に集める必要性に気付き、次第に初期の浮世絵にも手を広げていった。蒐集が遅かったため点数的には多くは無いももの、菱川師宣から幕末・明治を経て新版画・創作版画に至るまでの浮世絵の歴史的過程を大筋ながら説明できるコレクションが集まっている。2016年9月17日に閉館し、川崎市の福田紀彦市長が閉館までの活動に敬意を表して感謝状を授与した。コレクションの相続の問題から、管理のできる施設への寄託及び東海道かわさき宿交流館での展示が摸索されていた。